# エルヴェ・ギベール
エルヴェ・ギベール（Hervé Guibert, 1955年12月14日 - 1991年12月27日）は、フランスの作家、ジャーナリスト、写真家。

## 概要
1990年に発表した『ぼくの命を救ってくれなかった友へ』で自らエイズ患者であることを告白、病気の進行を詳細に書き記したドキュメンタリー的価値と、不治の病とともにいかに生きるかという問題を抱えて苦闘する作家自身の姿が話題を呼び、本書は世界各国の言語に翻訳され一躍ギベールの名が知られるようになる。
若い頃より、ギベールは映画監督になるという志望を一貫して持ち続けながら、ジャーナリストとして映画・写真に関する記事を書いて生計を立て、同時に写真家としても活動していた。その一方で、深夜叢書（ミニュイ社）、ガリマール社を中心にコンスタントに文学作品を発表し続けた。
エイズについて書く以前から、ギベールの作品には空想的な物語で構成された作品に至るまで自伝的要素が色濃く表されており、特に友人や家族を登場させて自身の日常生活を描いた一連の作品群は全体としてひとつのギベール的小説世界を形作っている。敬愛する作家達に影響されて書かれたギベールの文学作品は各作品ごとに文体・様式が変わるのみならず、一つの作品の中でさえ様々な実験的試みがなされているため、既存のジャンルに当てはまらないという現代文学特有の様相を呈している。現実と空想の間を自由に行き来するそのスタイルから、作家自身の人生を脚色した形で描くオートフィクションを書く作家の一人に数えられる。「私」という現実から切り離しえない題材をもとに虚構の物語を紛れ込ませて創作を行うことによって、ギベールは小説における「フィクション」について問題を提起し続けたということができるかもしれない。

## 交友関係
ギベールは処女作『死のプロパガンダ』を当時近所に住んでいたミシェル・フーコーに送り、二人の交友が始まる。ギベールはフーコーを師と仰ぎ、『ぼくの命を救ってくれなかった友へ』の中でのその最期を描いている。
同じく『死のプロパガンダ』を送ったロラン・バルトとはバルトの意向で文通という形で交友が始まる。その一通が「Hのための断章」（ロラン・バルト著作集9、『ロマネスクの誘惑 ― 1975-1977』に収録、中地義和訳、みすず書房、2006年）として発表されている。
イザベル・アジャーニとは雑誌のインタビューを通じて知り合う。ギベールによると、アジャーニがギベールに書かせたというシナリオが実現しなかったことなどから決別。
パトリス・シェローともインタビューで知り合う。後にギベールはシェローにシナリオを書くことを申し出、二人で6年かけて『傷ついた男』を書き上げる。シェローは2005年、ギベール生誕50周年を記念してギベールの日記、『恋人達の霊廟』をパリ、オペラ＝コミック座で朗読した。

## 年譜
- 1955年12月14日、パリ郊外のサン＝クルーで生まれる。父は獣医、母は元教員。両親と姉ドミニクとともにパリで暮らす。
- 1969年、父親の仕事の都合でラ・ロシェルに移る。劇団に参加。
- 1972年、父から譲り受けたローライ35で写真を撮り始める。
- 1973年、バカロレアを取得して、パリに戻る。高等映画学院（IDHEC）の受験に失敗。大学に登録するも一ヶ月で辞める。ジャーナリストとして『ヴァンタン』『エル』など様々な雑誌と関わる。
- 1977年、処女作『死のプロパガンダ』をレジーヌ・デュフォルジュ社から発表。大叔母姉妹を題材にした戯曲『シュザンヌとルイーズ』を書き、アヴィニョン演劇祭で朗読。その時の体験をもとに記事を書き『ル・モンド』紙に持ち込む。文化欄の編集長イヴォンヌ・バビーに写真批評担当として採用される。
- 1979年、写真作品『グレヴァン美術館の舞台裏』および『シュザンヌとルイーズ』のエクスポジションを行う。ミニュイ（深夜叢書）社の雑誌に寄稿し始める。
- 1980年、フォトロマン『シュザンヌとルイーズ』を発表し、アガトゥ・ガイヤールのギャラリーにてエクスポジションを行う。
- 1983年、パトリス・シェローと映画『傷ついた男』のシナリオを共作。カンヌ国際映画祭に出席。
- 1984年、『傷ついた男』がセザール賞の最優秀オリジナル脚本賞に選ばれる。アガトゥ・ガイヤールのギャラリーでエクスポジションを行い、カタログがミニュイ社から出版される（『孤独の肖像』として『召使と私』（集英社）に一部収録）。一度目の来日。
- 1985年、『ル・モンド』紙を離れ、『オートル・ジュルナル』紙に寄稿（翌年まで）。
- 1987年、一年の「失業」を経た後、ローマにあるフランスアカデミー、ヴィラ・メディチに若手芸術家支援プログラムの奨学生として受け入れられる。
- 1988年、エイズと診断される。
- 1989年、恋人ティエリーのパートナー、クリスチーヌと結婚。
- 1990年、『ぼくの命を救ってくれなかった友へ』をガリマール社から発表。
- 1991年、2度目の来日。12月12日から13日にかけての夜、ジキタリスによる服毒自殺をはかり病院に運ばれる。意識が戻ることなく27日に死去。
- 1992年1月、病に侵される自身の姿をビデオカメラで撮った映画、『慎み、あるいは慎みのなさ』がTF1で放送される。

## 作品

### 小説作品
- La Mort propagande, Éditions Régine Deforges, 1977 1991年に初期の短編を加えて再版。
- "Zouc par Zouc" in ZOUC, Éditions Balland, 1978 2006年に Zouc par Zouc L'entretien avec Hervé Guibert として l'arbalète gallimard から再版。
- Suzanne et Louise, libres Hallier, 1980 2005年にガリマール社から再版。
- L'Image fantôme, Minuit, 1981 （堀江敏幸訳、『幻のイマージュ』、集英社、1995年）
- Voyage avec deux enfants, Minuit, 1982
- Les Aventures singulières, Minuit, 1982
- Les Chiens, Minuit, 1982 （佐宗鈴夫訳、『犬たち』、集英社、1995年）
- Les Lubies d'Arthur, Minuit, 1983
- Des Aveugles, Gallimard, 1985
- Mes parents, Gallimard, 1986
- Vous m'avez fait former des fantômes, Gallimard, 1987
- Les Gangsters, Minuit, 1988
- Mauve le vierge, Gallimard, 1988 （表題作のみ野崎歓訳、「童貞モーヴ」、『ユリイカ』、1995年11月）
- Fou de Vincent, Minuit, 1989 （佐宗鈴夫訳、『ヴァンサンに夢中』、集英社、1994年）
- L'Incognito, Gallimard, 1989
- À l'ami qui ne m'a pas sauvé la vie, Gallimard, 1990 （佐宗鈴夫訳、『ぼくの命を救ってくれなかった友へ』、集英社、1992年）
- Le Protocole compassionnel, Gallimard, 1991 （菊地有子訳、『憐れみの処方箋』、集英社、1992年）
- Mon valet et moi, Seuil, 1991 （野崎歓訳、『召使と私―そしてギベール写真集『孤独の肖像』抄』、集英社、1993年）
- Vice, Jacques Bertoin, 1991 （黒木實訳、『悪徳』、ペヨトル工房、1994年）
- L'Homme au chapeau rouge, Gallimard, 1992 （堀江敏幸訳、『赤い帽子の男』、集英社、1993年）
- Le Paradis, Gallimard, 1992 （野崎歓訳、『楽園』、集英社、1994年）
- La Piqûre d'amour et autres textes suivi de La chair fraîche, Gallimard, 1994

### 戯曲
- L'Homme blessé, Minuit, 1983 パトリス・シェローと共作。
- Vole mon dragon, Gallimard, 1994

### 日記
- Cytomégalovirus Journal d'hospitalisation, Seuil, 1992 （黒木実訳、『サイトメガロウイルス―入院日記』、松籟社、1999年）
- Le Mausolée des amants, journal 1976-1991, Gallimard, 2001

### 写真集
- Le Seul visage, Minuit, 1984 （『召使と私―そしてギベール写真集『孤独の肖像』抄』に抄出、集英社、1993年）
- L'Image de soi, ou l'injonction de son beau moment ?, William Blake, 1988 ハンス・ゲオルグ・ベルガーによる写真を収録。
- Dialogue d’image, William Blake, 1992 ハンス・ゲオルグ・ベルガーによる写真を収録。
- Photographies, Gallimard, 1993 （黒木実訳、『エルヴェ・ギベール写真書物』、ペヨトル工房、1994年）
- Hervé Guibert photographe, Gallimard, 2011

### その他の作品
- La Pudeur ou l'Impudeur, TF1, 30 janvier, 1992
- Lettres d'Egypte, Actes Sud, 1995 ハンス・ゲオルグ・ベルガーによる写真を収録。
- La photo, inéluctablement, Recueil d'articles sur la photographie 1977-1985, Gallimard, 1999 『ル・モンド』紙に書いた記事を集めたもの。
- Lecture suivie d'un entretien avec Jean-Marie Planes, Le bleu du ciel, 2004 作家自身による朗読およびインタビューを収録したCD。
- Articles intrépides 1977-1985, Gallimard, 2008 『ル・モンド』紙に書いた記事を集めたもの。
- Lettres à Eugène, correspondance 1977-1987, Gallimard, 2013　作家ウジェーヌ・サヴィツカヤとの往復書簡。
- L’Autre Journal. Articles intrépides 1985-1986, Gallimard, 2015　『オートル・ジュルナル』紙に掲載された記事・写真を集めたもの。